# Графиня де Монсоро (мини-сериал, 1971)
«Графи́ня де Монсоро́»  (фр. La Dame de Monsoreau) — французский семисерийный мини-сериал, поставленный в 1971 году режиссёром Янником Андреи по одноимённому роману Александра Дюма-отца.

## Сюжет
Франция, Париж, 1578 год, время религиозных войн. На троне — последний король из династии Валуа — Генрих III. Королевский двор разделён на две враждующие группировки: миньоны короля и приближённые его брата герцога Анжуйского. Король понимает, что не в его силах стабилизировать обстановку не только при дворе, но и в стране. Во Франции не прекращается противостояние католиков и гугенотов, тлеют многочисленные заговоры. Могущественное лотарингское семейство де Гизов планирует возвести на французский престол брата короля. В борьбе с врагами королю помогает шут по имени Шико. На этом историческом фоне разворачивается трагическая история любви графа де Бюсси, приближённого герцога Анжуйского, и молодой красавицы Дианы де Меридор, обманом и шантажом выданной замуж за главного ловчего Франции графа де Монсоро. Подробное изложение сюжета см. в статье «Графиня де Монсоро».
Мини-сериал состоит из 7 серий по 55 минут каждая. Названия серий:
Серия 1. «Шпаги и блондинка».
Серия 2. «Человек в чёрном».
Серия 3. «Ночь шута».
Серия 4. «Разбитый кубок».
Серия 5. «Лотарингские дрозды».
Серия 6. «Папоротники Меридора».
Серия 7. «Западня».

## В ролях
- Карин Петерсен — Диана де Меридор, графиня де Монсоро
- Николя Сильбер —  Луи де Клермон, граф де Бюсси д’Амбуаз, придворный герцога Анжуйского
- Мишель Кретон — Шико, шут короля
- Франсуа Мэстр — граф Бриан де Монсоро, главный ловчий Франции
- Дени Манюэль — Генрих III Валуа, король Франции
- Жерар Берне — Франсуа, герцог Анжуйский, брат короля
- Жан-Луи Брус — Франсуа д’Эспине де Сен-Люк, опальный придворный короля
- Мирей Одибер — Жанна де Коссе-Бриссак, супруга де Сен-Люка, подруга Дианы
- Луи Арбессье — барон Огюстен де Меридор, отец Дианы
- Анжело Барди — Горанфло, монах обители святой Женевьевы
- Марио Пилар — Орильи, придворный герцога Анжуйского
- Даниэль Дерваль — Реми Ле Одуэн, лекарь
- Жюли Равикс — Гертруда, служанка Дианы (в титрах — Daya Ravix)
- Пьер Массими — Келюс, придворный короля, «миньон»
- Иван Варко — Можирон, придворный короля, «миньон»
- Эрик Крюгер — Шомберг, придворный короля, «миньон»
- Жиль Беа — Эпернон, придворный короля, «миньон»
- Антуан Фонтейн — Крийон, капитан гвардейцев короля
- Мария Мерико — Екатерина Медичи, королева-мать
- Жак Ле Карпентье — герцог Генрих де Гиз, глава Католической лиги
- Морис Риш —  Шарль, герцог Майенский, брат герцога Генриха де Гиза
- Пьер Ате —  Луи, кардинал Лотарингский, брат де Гизов
- Сильвия Сорель —  герцогиня де Монпансье, сестра де Гизов
- Франк Эстанж — мэтр Николя Давид, доверенное лицо де Гизов
- Марко Перрен — Генрих Наваррский
- Тедди Билис — Пьер, камердинер де Бюсси
- Поль Мерси — мэтр Бономэ
- Абель Жорес — приор, настоятель обители святой Женевьевы

## В эпизодах
- Николь Десайи — фрейлина королевы-матери
- Марсель Шампель — конюх в Анжу
- Аннетта Пави — служанка в Фонтенбло
- Кристиан Бюжо — капитан гвардии в Анжу
- Нанетта Коре — девушка на улице
- Жорж Монтан — главарь шайки, выкравшей Диану
- Мариус Бальбино — камердинер Меридора
- Маг Авриль — добрая женщина с улицы Тампль
- Пьер Дункан — мужчина с улицы Тампль
- Виржини Виньон — девушка с улицы Тампль
- текст от автора читает Клод Брюле

## Роли озвучивали
Советский дубляж:
- Татьяна Васильева — Диана де Меридор (роль Карин Петерсен)
- Борис Быстров — граф де Бюсси (роль Николя Сильбера), герцог Генрих де Гиз (роль Жака Ле Карпентье)
- Алексей Золотницкий — Шико, шут короля (роль Мишеля Кретона)
- Виталий Ованесов  —  граф де Монсоро (роль Франсуа Мэстра)
- Евгений Герасимов — король Генрих III (роль Дени Манюэля)
- Владимир Герасимов — Франсуа, герцог Анжуйский, брат короля (роль Жерара Берне)
- Вячеслав Богачёв — Орильи (роль Марио Пилара), Огюстен де Меридор (роль Луи Арбессье), Горанфло (роль Анжело Барди)
- Галина Кремнёва
- Тамара Трушина

Современное двухголосое закадровое озвучивание:
- Марина Бакина (все женские роли)
- Александр Клюквин (все мужские роли)

## Съёмочная группа
- Режиссёр: Янник Андреи
- Продюсер: Робер Дорфманн
- Автор сценария: Клод Брюле
- Оператор: Пьер Монтазель
- Композитор: Бернар Фоссар
- Художник-постановщик: Теобальд Мерисс
- Художник по костюмам: Колетт Бодо
- Автор декораций: Жан Мандару
- Монтаж: Элен Гагарен
- Бои и каскадёры под управлением Клода Карлье

## Издание на видео
- Премьера этого мини-сериала во Франции состоялась с 18 по 31 декабря 1971 года на телеканале ORTF. Впоследствии мини-сериал неоднократно демонстрировался по телевидению и выпускался на DVD.
- Премьера этого мини-сериала в СССР на Центральном телевидении Гостелерадио состоялась в 1982 году по второму каналу, второй показ — в 1989 году, также в эти годы состоялось два показа по образовательной программе на французском языке. Впоследствии мини-сериал неоднократно демонстрировался по телевидению.
- В России этот мини-сериал неоднократно выпускался на DVD. Один из последних выпусков на DVD состоялся в 2004 году фирмой «Film Prestige».
- 12 ноября 2014 года во Франции на DVD выпущена отреставрированная версия мини-сериала.